# Gertrude Lawrence
Gertrude Lawrence, eg. Gertrude Alice Dagmar Lawrence Klasen, född 4 juli 1898 i London, död 6 september 1952 i New York i USA, var en brittisk skådespelare, sångerska och dansare.
Hon var en firad revy- och musikalartist både i hemlandet och på Broadway. Uppträdde flera gånger tillsammans med barndomsvännen Noel Coward, som till exempel i London Calling (1923) och Private Lives (1930).
Hon filmade endast sporadiskt. Bland hennes filmer märks The Battle of Paris (1929), Den stora stjärnparaden (1943) och Glasmenageriet (1950).
Hennes sista stora roll var mot Yul Brynner i uruppsättningen av Kungen och jag på Broadway, som hade premiär 29 mars 1951. Hon drabbades av levercancer och avled året därpå (1952). Hon belönades samma år med en Tonyutmärkelse för sin roll som guvernanten Anna i Kungen och jag.
En film gjordes om hennes liv 1968, Star! med Julie Andrews i rollen som Lawrence.
Asteroiden 3346 Gerla är uppkallad efter henne.